# Černovice u Kunštátu
Černovice (deutsch Tschernowitz, früher Czernowitz) ist eine Gemeinde in Tschechien. Sie liegt acht Kilometer südwestlich von Kunštát und gehört zum Okres Blansko.

## Geographie

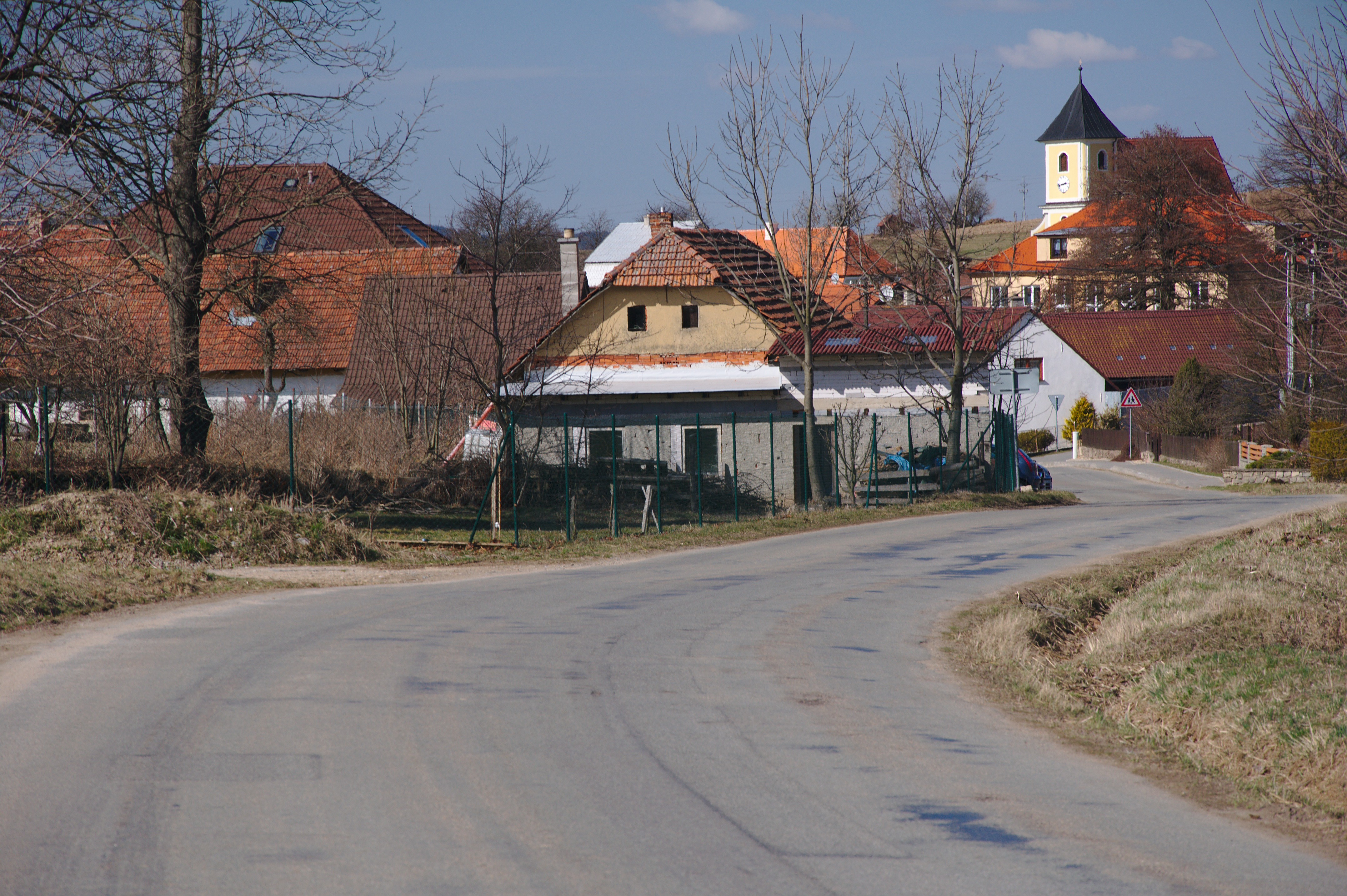
Černovice

Černovice befindet sich in der Sýkořská pahorkatina, einer Untereinheit der Nedvědická vrchovina in der Böhmisch-Mährischen Höhe. Das Dorf liegt am Oberlauf des Baches Chlébský potok im östlichen Teil des Naturparks Svratecká hornatina. Südlich erhebt sich der Bukový vrch (699 m), im Südwesten der Hrádky (627 m) und westlich der Záraz (678 m).
Nachbarorte sind Hodonín und Žalov im Norden, Tasovice und Hluboké u Kunštátu im Nordosten, Touboř und Kunice im Osten, Lhota u Lysic und Bedřichov im Südosten, Brumov im Süden, Křeptov, Louky, Skorotice und Chlébské im Südwesten, Dolní Čepí und Horní Čepí im Westen sowie Olešnička, Štěpánov nad Svratkou und Starý Kvartýr im Nordwesten.

## Geschichte
Die erste schriftliche Erwähnung des Ortes erfolgte 1286 in einer Urkunde des Bischofs Bruno von Schauenburg, in der Rudgerus, plabanus de Cernovicz als Zeuge in einem Streit um den geistlichen Besitz in Šardice auftrat. Černovice war Teil der Herrschaft Louka und lag im Grenzbereich der Besitzungen der Herren von Lomnitz mit den Geschlechtern von Kunstadt, Pernstein und Boskowitz. Im Jahre 1496 kaufte Wilhelm II. von Pernstein von einem Zweig der Lomnitzer die Burg Louka mit den zugehörigen Dörfern Černovice, Louka, Poříčí, Hodonín, Tasovice und dem Städtchen Olešnice sowie den wüsten Dörfern Německé, Milejov und Křižánkov auf. Die neuerworbenen Güter schlug er der Herrschaft Pernstein zu. 1499 wurde Černovice Sitz eines Ortsrichters, dem auch die Dörfer Hodonín und Tasovice unterstanden. Johann von Pernstein ließ für die Herrschaft Grundbücher anlegen, das von Černovice stammt aus dem Jahre 1544 und gehört zu den ältesten in Mähren. Darin sind 14 Wirtschaften ausgewiesen. In der zweiten Hälfte des 16. Jahrhunderts wurde Černovice evangelisch. Im Jahre 1582 ließ Vratislav von Pernstein ein weiteres Urbar anlegen. Beim Ausverkauf der Pernsteiner Güter unter Johann von Pernstein wurde Černovice 1596 an Paul Katharyn von Katharn verkauft. Unter den Liechtensteinern, die nach der Schlacht am Weißen Berg den Besitz erwarben, setzte die Rekatholisierung ein. 1635 wurde ein weiteres Urbar angelegt. Im Jahre 1674 bestand das Dorf aus 20 Häusern. Bei der Belagerung Brünns durch die sächsischen Truppen zogen diese plündernd durchs Land. Am 2. April 1742 fielen sie in Černovice ein und verschleppten 37 Einwohner. Die erste einklassige Dorfschule wurde 1758 in einer hölzernen Chaluppe eingerichtet, in ihr wurden auch die Kinder aus Tasovice und Hodonín unterrichtet. 1790 lebten in den 43 Häusern von Černovice 348 Menschen. 1816 zog die Schule in ein neuerrichtetes Schulhaus. 1843 war die Zahl der Häuser auf 71 angewachsen und das Dorf hatte 575 Einwohner.
Nach der Aufhebung der Patrimonialherrschaften bildete Černovice ab 1850 mit dem Ortsteil Hodonín eine Gemeinde in der Bezirkshauptmannschaft Boskovice. Hodonín löste sich 1877 los. 1880 wurde Hodonín ausgeschult, ab 1913 auch Tasovice. 1890 bestand Černovice aus 93 Häusern und hatte 625 Einwohner. Im Jahre 1900 lebten in dem Dorf 630 Menschen, 1920 waren es 603. Bis 1930 hatte sich die Zahl der Häuser auf 110 vergrößert, die der Einwohner war auf 594 gesunken. Während der deutschen Besetzung agierten ab 1944 in den umliegenden Wäldern Partisanengruppen. Im Jahre 1951 lebten in Černovice 463 Menschen. Mit Beginn des Jahres 1961 wurde die Gemeinde dem Okres Blansko zugeordnet. Von 1981 bis 1990 waren Hodonín und Tasovice eingemeindet. Zwischen 1994 und 1998 erfolgte die Rekonstruktion der Schule.

## Ortsgliederung
Für die Gemeinde Černovice sind keine Ortsteile ausgewiesen.

## Sehenswürdigkeiten
- Kirche Johannes des Täufers, sie ist seit 1286 nachweisbar, ihre heutige Gestalt erhielt sie beim Umbau in den Jahren 1775–1778
- Pfarrhaus, erbaut vor 1786
- Černý kříž, das gusseiserne Kreuz auf einem niedrigen Sandsteinsockel steht an der Wegegabelung nach Brumov und wurde 1844 aufgestellt
- Naturdenkmal Ploník, östlich des Dorfes im Quellgebiet des Chlébský potok
- Naturdenkmal Hersica, südöstlich von Černovice
- Naturschutzgebiet Hrádky, südwestlich des Dorfes erstreckt sich um eine bizarr verwitterte Feldgruppe über dem Tal des Chlébský potok ein Buchen-Ahorn-Bestand. Seit 1990 ist das Terrain auf einer Fläche von 24,92 ha geschützt.
- Naturdenkmal Údolí Chlébského potoka, südwestlich des Dorfes. Das 13,29 ha große Biotop am Bach Chlébský potok ist wegen seines großen Bestandes an Frühlingsknotenblumen geschützt
- Naturdenkmale Habrová und Kačina, westlich des Ortes
- Naturdenkmal Nad Berankou, nordwestlich bei Starý Kvartýr

## Ehrenbürger
- 1930: Tomáš Garrigue Masaryk